# 吴淞区

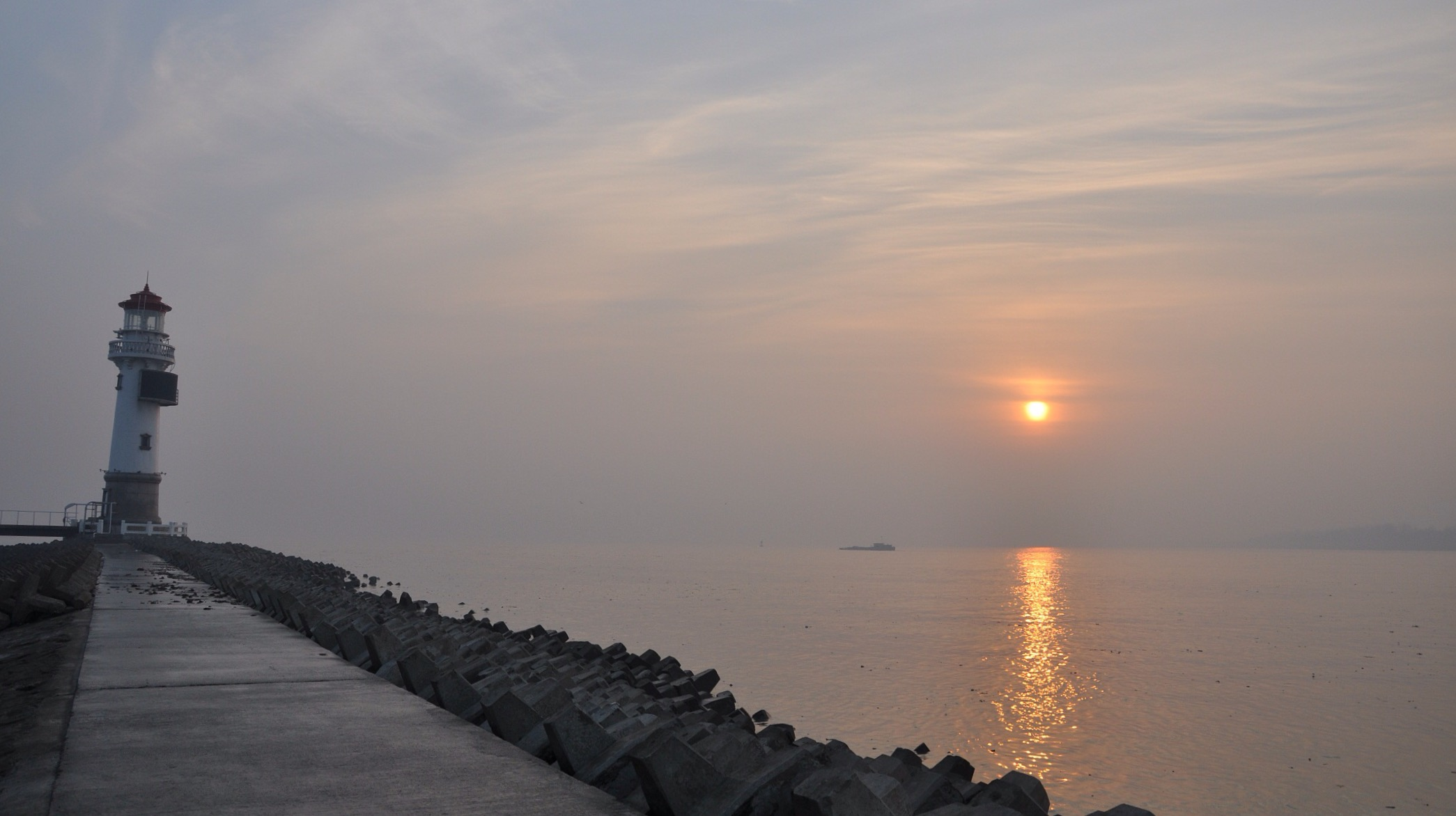
吴淞口

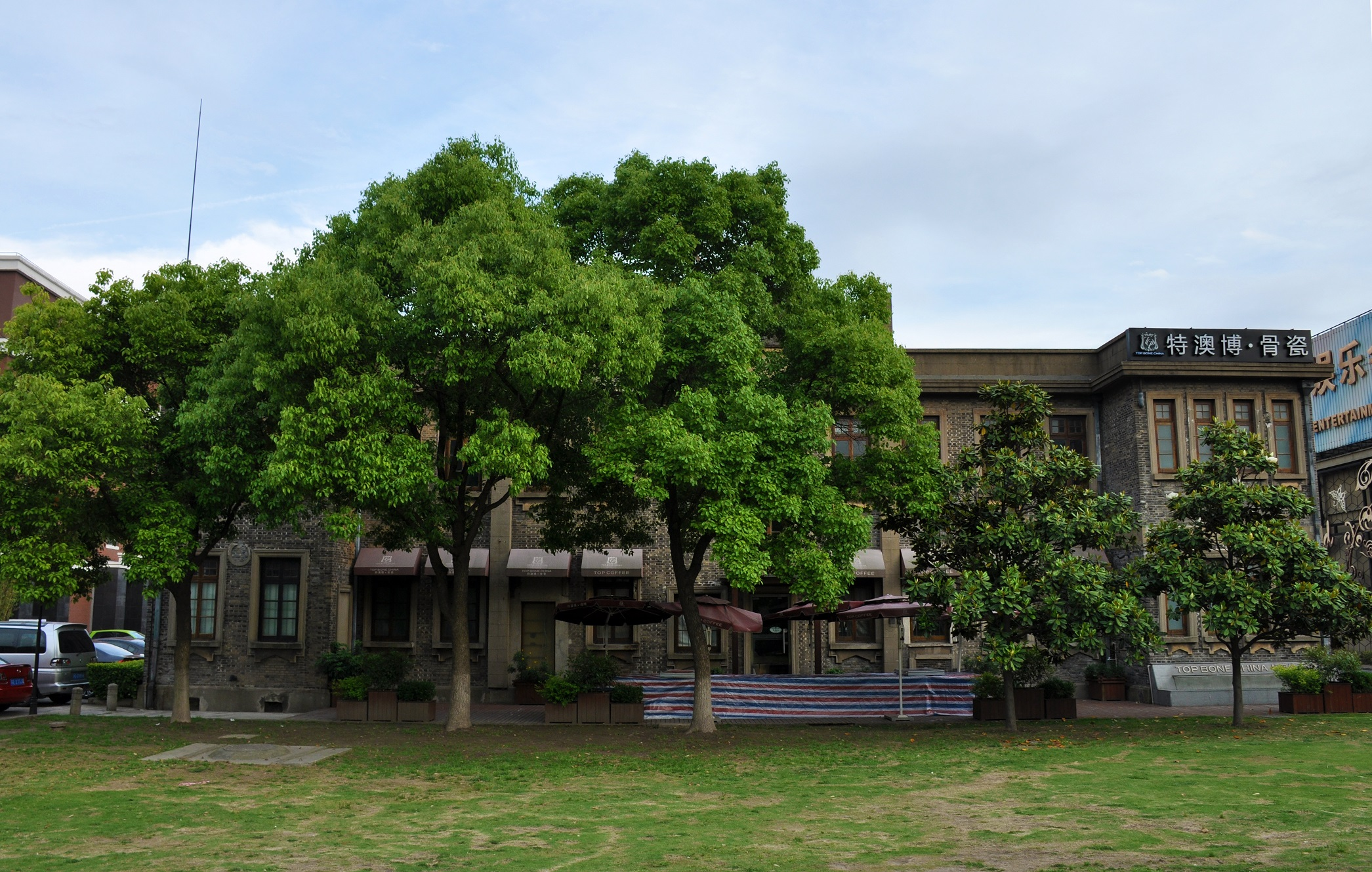
第二次设立的吴淞区的区人民委员会机关驻地

吳淞區，是中華人民共和國上海市已撤销的一个市辖区。简称“淞”。位于上海市北部。北接长江口，东临黄浦江，南至何杨铁路支线及长江路、长江西路南侧，西缘南段沿共和新路、蕰藻浜、泰和路、泗塘河，北段包括月浦镇、盛桥镇外围以及沿宝钢围厂河、蕰川路一线。分别与杨浦区、宝山县接壤，西至蕰川路、北泗塘与宝山县交界，北至长江口南岸。面积54.45平方公里。人口22.03万人（1988年）。区人民政府驻泰和路245号。1988年1月21日，经国务院批准，和宝山县同时撤销，合建宝山区。

## 建制沿革

### 第一次设立
清道光三年（1823年），从宝山县城厂划出为胡巷厂，也称吴淞厂。宣统二年（1910年），改为吴淞乡。
民国十七年（1928年）7月划归上海特别市，首次建为吴淞区。区境东至黄浦江，西至李家浜，南至段浦，北至曹家木桥。面积16.75平方公里。
民国二十七年（1938年）8月，以蕰藻浜为界，区境分别划入上海特别市市中心区和宝山区。抗战胜利后，按战前建制恢复为第二十三区：吴淞区。南缘仍以蕰藻浜为界。民国三十五年（1946年）3月，南缘延伸至蕰藻浜以南的张华浜、管家、朱家宅、麦家宅、大金穆宅以北一线，面积增为25.54平方公里。
1956年1月，吴淞区和大场区、江湾区合并为北郊区，吴淞区建制撤销。1958年8月，北郊区并入宝山县，区境复为宝山县的一部分。

### 第二次设立
1960年1月7日，经国务院批准，重新建立吴淞区，地跨浦东、浦西。浦西部分包括吴淞镇、淞南、殷行、张庙等地区，以及场中路、江杨南路、何家湾、泰和路西一带的市属工厂。浦东部分包括高桥中兴镇、周家渡等地区。1960年11月，从浦东县划入上海炼油厂、上海石油采购供应站、上炼新村等地区；周家渡地区并入南市区。1964年5月，再次撤销吴淞区，辖区浦西部分并入杨浦区，浦东部分的高桥中兴镇地区并入川沙县。

### 第三次设立
1978年12月，设立上海市革命委员会宝钢地区办事处，作为上海市革命委员会的派出机关，属县级，行使市辖区政权的某些职能。辖有与宝钢建设有关的盛桥、月浦等居民点。1979年11月，又将杨浦区的吴淞地区（包括吴淞、泗塘两街道）划入宝钢地区办事处。管辖范围约25平方公里。
1980年10月31日，国务院同意在宝钢地区办事处基础上，再次成立吴淞区。1981年3月，经市政府划定的行政区划范围为：包括宝山钢铁总厂生产、生活区；盛桥、月浦等居民点；吴淞镇、泗塘两街道；再划入原宝山县城厢镇和淞南、吴淞、庙行、月浦、盛桥5个公社的22个大队、112个生产队。
1984年5月，重建殷行街道办事处（筹）（下辖工农、闸殷两个居委会），复归吴淞区。1984年9月，殷行街道办事处（筹）划归杨浦区；又将石洞口发电厂的厂区（东至长江江堤，南界吴淞，西至老蕰川路、北至长江内堤）及附近地区划归吴淞区，共划入宝山县盛桥乡新丰、新江、盛丰3个大队19个生产队属地，面积2.7平方公里。
1985年10月，又从宝山县划人吴淞乡泗塘村及盛桥乡友谊村的一部分，面积1.85平方公里。全区面积扩至52.78平方公里，1986年以后又延伸石洞口第二电厂地区，面积增至54.45平方公里。1988年1月21日，经国务院批准，撤销吴淞区、宝山县，合并建立宝山区。

## 行政区划
至吴淞区撤销时，共辖5个街道：
- 马泾桥街道
- 友谊路街道
- 吴淞镇街道
- 泗塘街道
- 海滨街道

## 友好市区县
- 1984年11月20日，与山东省临沂市建立友好市区关系。
- 1984年11月22日，与云南省楚雄市建立友好市区关系。
- 1984年11月30日，与浙江省宁波市海曙区建立友好区关系。
- 1985年5月28日，与湖南省岳阳市建立友好市区关系。
- 1986年11月25日，与福建省三明市建立友好市区关系。
- 1988年1月18日，与浙江省象山县建立友好区县关系。[5]